# Rated A for Awesome
Готивни (енгл. Rated for A Awesome) је анимирана серија која је 20 јуна 2011. године направљена у Канади и САД-у. Премјиерно је приказан на канадском YTV, а пар дана касније кренуо је на америчком каналу DineyXD. Од почетка ове године кренуо је и у Србији на каналу DiniXD ex-YU (ex Jetix).

## Списак епизода
Сезона 1 2011/2012.